# Umm Kulthum bint Muhammad
Umm Kulthum bint Muhammad (in arabo أم كلثوم ﺑﻨﺖ ﻣﺤﻤﺪ‎?; 603 – Medina, 630) è stata la terza delle quattro figlie che il profeta musulmano Maometto ebbe da sua moglie Khadīja bt. Khuwaylid.
Anch'ella, come le sue sorelle (con l'eccezione di Fāṭima) premorì al padre.
Fu sposata, ancora nell'epoca della Jāhiliyya a ʿUtayba ibn Abī Lahab, uno dei figli di Abū Lahab. Ella accettò tale matrimonio per il timore che la moglie di Abū Lahab, Umm Jamīl Arwā bt. Ḥarb b. Umayya, si offendesse per un suo rifiuto e per non creare inimicizia tra il clan paterno e quello assai più potente del suo marito.
Fu però ripudiata da ʿUtayba, spinto dal padre, assolutamente ostile all'attività spirituale e profetica di Maometto. Durante il boicottaggio che i nemici del Profeta imposero ai danni del clan di Abū Ṭālib per indurlo a ritirare la sua protezione a Maometto, Umm Kulthūm soffrì a tal punto la fame da mangiare tutto quello che le sembrava a qualsiasi titolo commestibile. Era accanto alla madre quando questa, nel 619, morì. Alla fine del boicottaggio, emigrò a Yathrib con un gruppetto di donne, tra cui ʿĀʾisha, sua sorella Asmāʾ e la propria sorella Fāṭima.
Sposò più tardi ʿUthmān ibn ʿAffān (che aveva sposato anche la sorella Ruqayya, tuttavia morta di lì a poco), tanto da essere soprannominato Dhū al-Nurayn (Quello delle due Luci), per via delle sue spose, figlie di tanto padre.
Umm Kulthūm morì nella propria abitazione medinese nel 630, nel corso del mese lunare di Shaʿbān, un anno solare prima della morte del padre, senza aver potuto dare al marito alcun figlio e al padre un nipotino. 

Fu lo stesso Maometto a inumarla a Medina e rimase davanti alla tomba della figliola in lacrime. 

Anche ʿUthmān restò fortemente addolorato per quella precoce perdita e si dice in un ḥadīth che Maometto avrebbe detto al genero: «Se avessi avuto una terza figlia da darti in moglie, te l'avrei data».